# Australische Botschaft in Lissabon

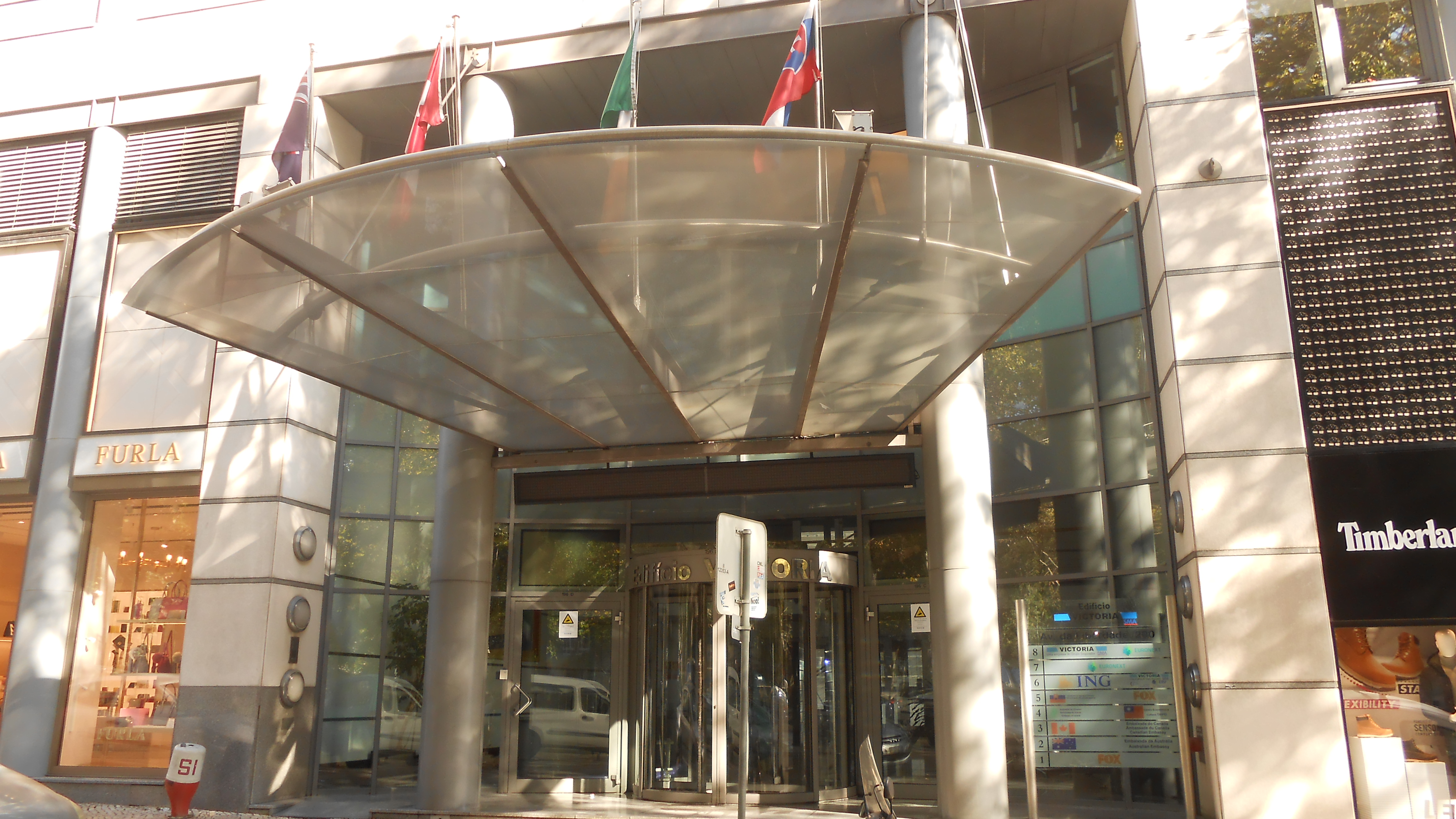
Die Botschaft Australiens im Edifício Victoria an der zentralen Avenida da Liberdade in Lissabon

Die Australische Botschaft in Lissabon (portugiesisch Embaixada da Austrália) ist der Hauptsitz der diplomatischen Vertretung Australiens in Portugal.

## Lage und Gebäude
Sie befindet sich im Zentrum von Lissabon im Edifício Victoria an der Avenida da Liberdade.

## Botschafter
- seit September 2009: Patrick Lawless